# Hebron, Prince Edward Island
Hebron är ett samhälle i Kanada.   Det ligger i provinsen Prince Edward Island, i den östra delen av landet, 900 km öster om huvudstaden Ottawa. Hebron ligger 11 meter över havet och antalet invånare är 668.
Terrängen runt Hebron är platt. Havet är nära Hebron söderut. Trakten är glest befolkad. Närmaste större samhälle är O'Leary, 9,6 km norr om Hebron. 